# Ciudad de Villa Corzo
La Ciudad de Villa Corzo en Chiapas es la única localidad urbana del municipio de Villa Corzo, considerada como la cabecera del municipio. 

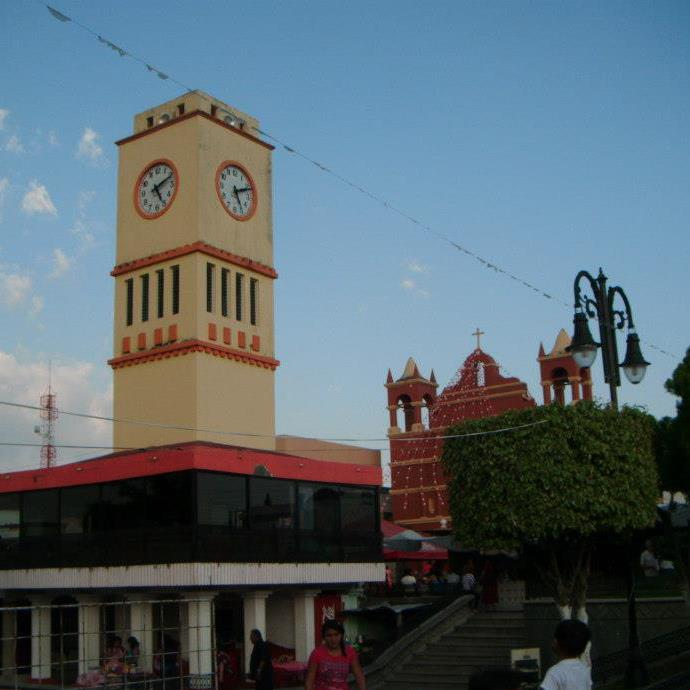
Reloj ubicado en el parque central de Villa Corzo e iglesia de la Virgen del Rosario

La Ciudad de Villa Corzo está situada en el Municipio de Villa Corzo (en el Estado de Chiapas). Actualmente cuenta con más de 11 556 habitantes. Ciudad de Villa Corzo está a 580 metros de altitud.

## Límites
Se encuentra a escasos minutos de la vecina ciudad de Villaflores. La ciudad de Villa Corzo y la ciudad de Villaflores, son el centro comercial de la región fraylesca.

## Barrios y colonias
La ciudad de Villa Corzo (cabecera municipal). (16°11′N 93°16′O / 16.183, -93.267 y 580 m s. n. m.)
Los principales barrios de la ciudad son:
- Centro
- 24 de Febrero
- Conasupo
- El Rosario
- El Cerrito
- El Tumbí
- Dos Villas
- La Victoria
- La Guinea
- La Ganadera
- La Clínica
- La Ganadera
- La Eta
- Luis Donaldo Colosio
- Rivera California
- San Isidro
- Santa María
- San Roque
- Gasolinera
- Tapachulita I
- Tapachulita II
- El Mirador
- Sinaí
- Colonia Emiliano Zapata

## Historia
La ciudad de Villa Corzo fue fundada el 3 de noviembre de 1873
- 1873-  El 3 de noviembre el gobernador Emilio Rabasa promulga el decreto que cambia su nombre y categoría al poblado, por Villacorzo en memoria del ilustre juarista chiapaneco Angel Albino Corzo.
- 1943- El 18 de noviembre el doctor Rafael Pascacio Gamboa decreta la elevación de categoría a municipio de segunda categoría a Villa Corzo.
- 1973-  El 18 de noviembre durante el gobierno del Dr. Manuel Velasco Suárez, al pueblo se le otorga la categoría de ciudad y cambia la denominación de Villa Corzo por el de Angel Albino Corzo.
- 1980 Tomando como base el sentir de los pobladores y sus costumbres y tradiciones, el gobernador Juan Sabines deroga los decretos anteriores y denomina nuevamente a la ciudad y municipio Villa Corzo. alonso

- 2008 Felipe Calderón Hinojosa es el primer presidente de los Estados Unidos Mexicanos en visitar en municipio de Villacorzoe hizo entrega de la "Mazorca de Oro" afueras de la ciudad.

## Fiestas y tradiciones
Feria Carnaval Villa Corzo, denominado en los últimos años como "El Carnaval de la Frailesca" siendo este el único de gran relevancia en la región frailesca.
Las celebraciones más importantes son: 
- Virgen del Rosario en sus Fiestas de Octubre.
- Celebraciones Santorales en cada uno de sus barrios "Virgen de Guadalupe, Virgen de Fatima, San Roque, Santa María, Sagrado Corazón de Jesús, La Santa Cruz, San Isidro, San Judas Tadeo y La Sagrada Familia.
- Festival a la Fundación de la Ciudad
- Festival Luces de Villacorzo
- Fiestas Patrias. 
- Día de Muertos.

## Atractivos turísticos
El Parque Central,
El Parque del Garrobo,
Templo de Ntra. Sra. del Rosario,
Lienzo Charro El Rosario,
Reloj Monumental, 
Murales de Villa Corzo,
Mercado Público Municipal.